# Kjosfossen
Kjosfossen er et vandfald på Flåmselvi i Aurland kommune i Sogn og Fjordane i Norge. Vandfaldet, der er en af landets mest besøgte seværdigheder, ligger lige nedenfor Reinungavatnet, øverst i Flåmsdalen. Det har en total faldhøjde på 225 meter, fordelt på flere fald med en horisontal længde på ca. 700 meter.
Flåmsbanen passerer lige foran og over den nedre del af vandfaldet, der er en af hovedattraktionerne for de mange turister, der kører med banen. Her ligger Kjosfossen Station, der blev åbnet i 1951 for at passagerne kunne stå af toget og besigtige vandfaldet. Vandfaldet og stationen ligger omkring fire kilometer fra Myrdal Station. I sommersæsonen viser det overnaturlige kvindelige væsen huldre sig, når toget ankommer til stationen, og opfører en dans og sang ved vandfaldet. Skuespillerne er studenter ved Den norske ballettskole.
Der er bygget et mindre vandkraftværk ved vandfaldet, Kjosfoss kraftverk, for at producere strøm til banen.